# Guru Granth Maneyo

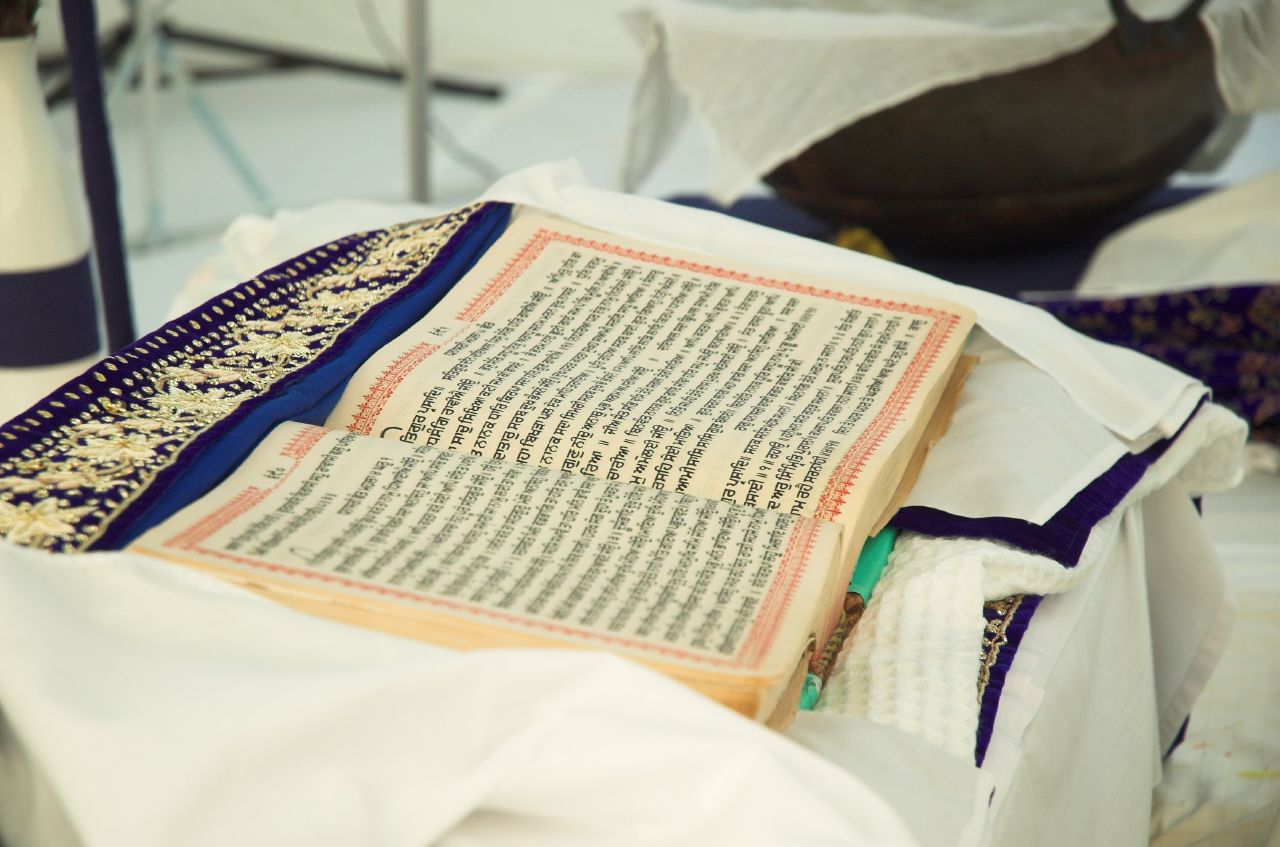
Avec ses mots: Guru Maneyo Granth, Guru Gobind Singh a instauré l'Adi Granth comme Guru Granth Sahib l'éternel Guru.

Le Guru Granth Maneyo se réfère à la déclaration historique du dixième Guru sikh, Guru Gobind Singh, affirmant que les textes sacrés de l'Adi Granth sont le successeur de la lignée des Gurus humains qui allaient s'éteindre. Devenus le Guru Granth Sahib, ces textes sacrés sont le pilier central du sikhisme et le Guru éternel de tous les sikhs. Le Guru Granth Sahib était ainsi placé au centre du culte sikh, et voulait que l'esprit des Gurus humains vive encore et à jamais .

## Événement historique
L'événement et l'avénement du Guru éternel est daté du 20 octobre 1708 ; il s'est passé à Nanded dans l'actuel état fédéré de l'Inde nommé Maharashtra. C'est à cette date que Guru Gobind Singh a instauré l'Adi Granth comme le Guru perpétuel. Cette décision a été enregistrée dans un Vahi Bhatt c'est-à-dire un parchemin de barde par un témoin Narbud Singh, célébré maintenant comme un Guru mineur sous le nom de Guru Gaddi Divas . La déclaration en elle-même fait partie du chant central.
Le mois d'octobre 2008 a marqué le tricentenaire de cet acte; de nombreuses célébrations ont vu le jour partout à travers le monde.